# Jainapur, Bhalki
Jainapur là một làng thuộc tehsil Bhalki, huyện Bidar, bang Karnataka, Ấn Độ.